# Oltre ogni limite (film 1959)
Oltre ogni limite è un film del 1959 diretto da Roberto Gavaldón.

## Trama
Jim torna in Messico per lavorare di contrabbando con Pepe. Anni prima, mentre Pepe era in galera, Jim era diventato l'amante della moglie Magdalena, e da questo amore era nato un bambino che Pepe ha sempre considerato come suo.